# Pandémie de Covid-19 en Biélorussie
- >2 000 cas confirmés
- 1 000-1 999 cas confirmés
- 500-999 cas confirmés
- 100-499 cas confirmés
- 1-99 cas confirmés

La pandémie de Covid-19 en Biélorussie voit le premier cas enregistré à Minsk le 28 février 2020.

## Chronologie

Nombre de cas déclarés (bleu) et décès (rouge) en échelle logarithmique. Les différences quotidiennes sont
indiquées en pointillés.

### Février 2020
Le 28 février, la Biélorussie a confirmé son premier cas. Un étudiant iranien a été testé positif le 27 février et a été admis dans un hôpital de Minsk. L'individu est arrivé en Biélorussie par un vol de Bakou en Azerbaïdjan, le 22 février.
Le 12 février, l’agence de presse nationale Belta rapporte que l’entreprise publique Slavyanka avait lancé la production de masque « compte tenu de l’apparition du nouveau virus » et ceci « afin de munir les Biélorusses d’un matériel de protection et éviter la panique ».

### Mars 2020
Au 3 mars, il y avait quatre cas confirmés en Biélorussie. Le lendemain, le ministère de la Santé (ru) dirigé par Vladimir Karanik confirme six nouveaux cas, quatre à Minsk et deux à Vitebsk.
Le 13 mars, 27 cas sont confirmés à Hrodna, Homiel, Minsk, Vitebsk et dans l'oblast de Minsk, dont cinq étudiants de la faculté des relations internationales de l'université d'État biélorusse. Trois patients ont été libérés des hôpitaux. Le 16 mars, le ministère de la Santé déclare un total de 36 cas confirmés. 
Le représentant de l’Organisation mondiale de la santé (OMS) en Biélorussie, Batyr Berdyklychev, déclare le 13 mars que le pays ne connait « aucun cas de transmission incontrôlée ». Selon lui, « des mesures strictes ne sont pas recommandées à ce stade du point de vue de l’OMS, ce que fait la Biélorussie est suffisant pour le moment. Des mesures plus sévères pourraient être proposées si la situation changeait ». 
Au 18 mars, 51 cas confirmés ont été enregistrés, dont cinq guérisons et 37 cas d'infection asymptomatique. Le 20 mars, 69 cas ont été enregistrés, dont 15 guérisons et 42 cas d'infection asymptomatique. Le lendemain, un total de 76 cas confirmés est signalé, passant à 81 cas dont 22 guérisons au 23 mars. 
Selon les données officielles, plus de 21 000 tests de Covid-19 ont été effectués en Biélorussie depuis le 23 janvier. Au 25 mars, 86 cas confirmés ont été signalés, dont 29 guérisons, passant le 27 mars, à 94 cas confirmés dont 32 récupérations.

### Mai 2020
Au 15 mai, la Biélorussie compte 156 décès survenus sur le territoire pour 27 730 individus infectés

### Novembre 2020
Au mois de novembre, le nombre de décès cumulés s'élève à environ 1090 victimes,,.

## Système de santé
Le système de santé biélorusse est en grande partie hérité de l'époque soviétique et est resté une priorité de la politique publique de l’État. En 2008, la revue de l’Observatoire européen des systèmes et politiques de santé écrivait dans un rapport sur le pays : « Le Belarus a réussi à maintenir un système de santé qui fournit un ensemble de soins à la population entière, qui est généralement gratuit pour le bénéficiaire. Cet accomplissement est remarquable compte tenu de la crise économique que le pays expérimenta dans les années 1990 et d’autant plus recommandé vu le contexte des perturbations passées dans les pays de l’ancienne Union soviétique ».
Le pays dispose du plus grand nombre de lits d’hôpitaux par habitant d'Europe : 113 pour 10 000 habitants en 2014, contre 64 en France ou 31 en Espagne.

## Qualité des données de mortalité
Les autorités du Belarus fournissent des données de mortalité causées par la Covid-19 qui présentent la particularité d'être parfaitement stables sur plus de 8 mois : une dizaine de morts par jour de janvier 2021 à août 2021.

## Mesures sanitaires
Le pays se refuse à tout confinement à grande échelle, et dénonce la "psychose" du coronavirus, refusant de mettre l’économie à l’arrêt. Le président refuse de limiter les déplacements et multiplie les déclarations qui nient la dangerosité du Covid19.
En juillet, affirmant avoir contracté le virus, le président appelle ses concitoyens à continuer de travailler, à aller aux champs, à conduire des tracteurs – que son pays produit en masse.